# 羅氏真吸唇鱨
羅氏真吸唇鱨，為輻鰭魚綱鯰形目倒立鯰科的其中一種，於1902年由乔治·亚伯特·布兰洁描述及命名，分布於非洲剛果河流域，體長可達22公分，棲息在底層水域。

## 扩展阅读
維基物種上的相關：羅氏真吸唇鱨